# Акрон (Індіана)
Акрон (англ. Akron) — місто (англ. town) в США, в окрузі Фултон штату Індіана. Населення — 1125 осіб (2020).

## Географія
Акрон розташований за координатами 41°2′20″ пн. ш. 86°1′30″ зх. д. / 41.03889° пн. ш. 86.02500° зх. д. (41.038839, -86.024902).  За даними Бюро перепису населення США в 2010 році місто мало площу 1,18 км², уся площа — суходіл.

## Демографія
Згідно з переписом 2010 року, у місті мешкало 1167 осіб у 411 домогосподарстві у складі 296 родин. Густота населення становила 986 осіб/км².  Було 472 помешкання (399/км²).
Расовий склад населення:
| - 74,2 % — білих - 1,9 % — корінних американців - 22,5 % — осіб інших рас |

До двох чи більше рас належало 1,5 %. Частка іспаномовних становила 30,1 % від усіх жителів.
За віковим діапазоном населення розподілялося таким чином: 29,6 % — особи молодші 18 років, 55,7 % — особи у віці 18—64 років, 14,7 % — особи у віці 65 років та старші. Медіана віку мешканця становила 33,0 року. На 100 осіб жіночої статі у місті припадало 95,5 чоловіків;  на 100 жінок у віці від 18 років та старших — 92,7 чоловіків також старших 18 років.
Середній дохід на одне домашнє господарство  становив 53 416 доларів США (медіана — 39 531), а середній дохід на одну сім'ю — 59 079 доларів (медіана — 44 338). Медіана доходів становила 30 000 доларів для чоловіків та 35 820 доларів для жінок. За межею бідності перебувало 17,1 % осіб, у тому числі 16,9 % дітей у віці до 18 років та 30,1 % осіб у віці 65 років та старших.
Цивільне працевлаштоване населення становило 669 осіб. Основні галузі зайнятості: виробництво — 60,4 %, роздрібна торгівля — 11,1 %, освіта, охорона здоров'я та соціальна допомога — 9,6 %.